# Slätt mjölskinn
Slätt mjölskinn (Trechispora laevis) är en svampart som beskrevs av K.H. Larss. 1996. Enligt Catalogue of Life ingår Slätt mjölskinn i släktet Trechispora,  och familjen Hydnodontaceae, men enligt Dyntaxa är tillhörigheten istället släktet Trechispora,  och familjen Sistotremataceae. Arten är reproducerande i Sverige. Inga underarter finns listade i Catalogue of Life.